# Jacques-Yves Cousteau
Jacques-Yves Cousteau ([žak ív kustó]; 11. června 1910, Saint André de Cubzac u Bordeaux – 25. června 1997, Paříž) byl francouzský námořní důstojník, oceánograf, vynálezce, ochránce přírody, fotograf a filmař zabývající se výzkumem, ochranou a popularizací života moří a oceánů.

## Život
Pocházel z rodiny advokáta, ale od dětství ho zaujalo létání a moře. Od roku 1930 navštěvoval Námořní školu v Brestu, roku 1933 vstoupil do Francouzského válečného námořnictva, v němž sloužil až do roku 1956, nakonec jako korvetní kapitán. Zasloužil se o zřízení oddílů vojenských potápěčů a vynalezl pro ně první vodní skútr. Přání stát se pilotem se po těžké autonehodě musel vzdát. Roku 1937 se oženil se Simone Melchior a měl s ní dva syny. Za druhé světové války se podílel na odboji a roku 1943 byl vyznamenán Řádem čestné legie.
Už před válkou se zabýval potápěním, postavil si vodotěsné pouzdro na kameru a roku 1942 natočil svůj první podmořský film. Se dvěma spolupracovníky vynalezl dýchací přístroj aqualung (1942), po válce konstruoval výzkumné ponorky a hlubokomořské kamery. Roku 1950 získal vyřazenou britskou minolovku a přestavěl ji na výzkumnou loď RV Calypso, které pak velel a na první výpravě do Rudého moře roku 1952 natočil první podmořský barevný film. Stal se prezidentem Francouzské oceánografické společnosti a ředitelem Oceánografického institutu v Monaku. Roku 1975 objevil v Egejském moři vrak britské lodi HMHS Britannic, potopené 1916. Po roce 1980 dal postavit novou výzkumnou loď Alcyone, která stále slouží výzkumům Cousteauovy společnosti. Natočil přes 100 filmů a publikoval mnoho knih. Vytvořil také populární seriál Podmořský svět Jacquese Cousteaua.
V jeho odkazu pokračuje syn Jean-Michel Cousteau a vnoučata Fabien a Celine.

## Ocenění
Jeho film Svět ticha získal roku 1956 Zlatou palmu v Cannes a roku 1957 Oscara za nejlepší dokumentární film, stejně jako filmy "Příběh červené rybky" (1959), a Svět bez slunce (1965). Roku 1979 získal čestný doktorát Harvardovy univerzity a roku 1965 nejvyšší americké vyznamenání, Prezidentskou medaili svobody. Od roku 1988 byl členem Francouzské akademie.
Jméno Jeancousteau nese planetka 6542, kterou roku 1985 objevil Antonín Mrkos na Kleti.

## Galerie

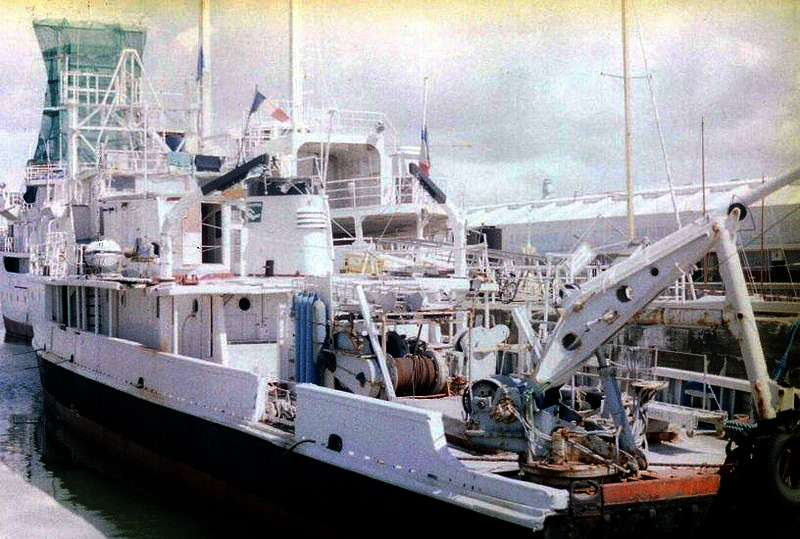
Loď Calypso
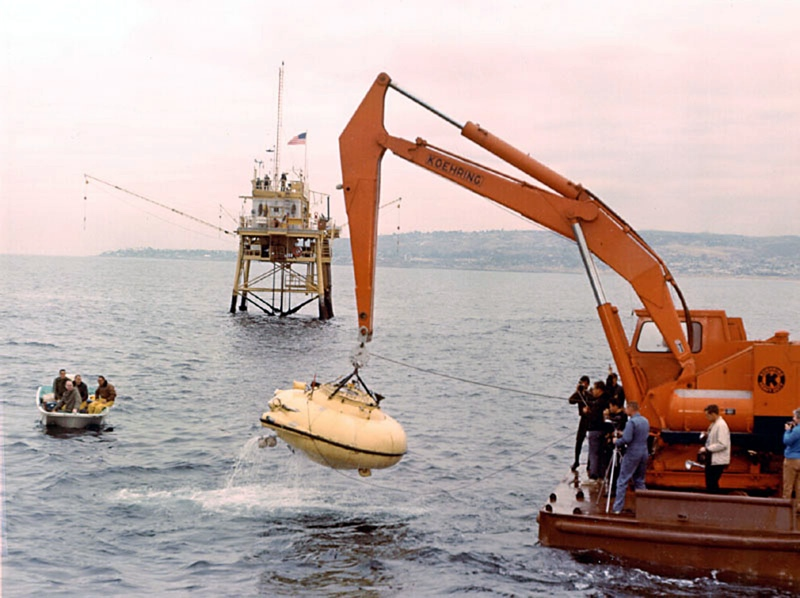
Ponorka SP-350